# Hungaria (Liszt)
Hungaria, S.103 est un poème symphonique composé par Franz Liszt en 1854, en hommage à sa patrie hongroise. D'une durée d'environ 29 minutes, il exprime la douleur du peuple hongrois asservi, puis sa libération victorieuse.